# Tommaso da Kempis
Tommaso da Kempis (nato Thomas Hemerken; Kempen, 1380 circa – Zwolle, 25 luglio 1471) è stato un monaco cristiano, mistico e biografo tedesco, noto soprattutto per essere il presunto autore del De imitatione Christi (Imitazione di Cristo).

## Biografia

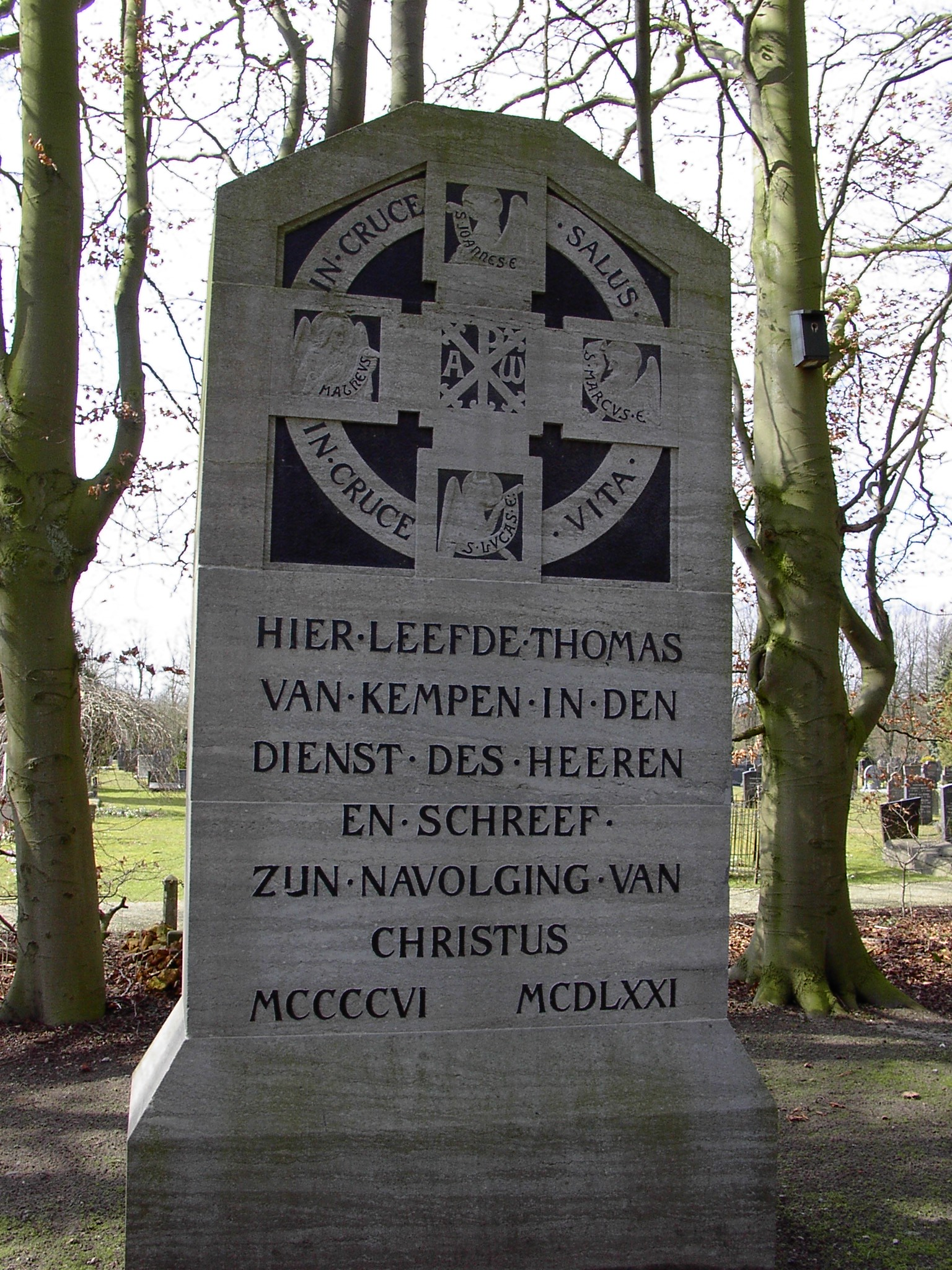
Monumento per Tommaso da Kempis all'ingresso del cimitero del Convento del Monte a Zwolle

Tommaso viene detto da Kempis poiché questo era il nome della sua città natale, Kempen in Germania. Egli vi nacque intorno al 1380. Il suo cognome era Hemerken, "piccolo martello".
A partire dal 1395 frequentò le scuole a Deventer, tenute dai Fratelli della Vita Comune.  Egli era un bravo copista, e questo gli permise di mantenersi.
Successivamente egli fu ammesso al monastero di Monte Sant'Agnese, vicino  a Zwolle, dei Canonici Regolari di Sant'Agostino della congregazione di Windesheim , nel Principato vescovile di Utrecht, dove suo fratello Giovanni era entrato prima di lui e vi era stato elevato priore.
Tommaso fu ordinato nel 1413 e nello stesso convento fu eletto vice-priore nel 1429.
In quel periodo la chiesa locale attraversò un momento difficile, poiché il vescovo di Utrecht Rudolf van Diepholt non fu riconosciuto dal papa.
Tommaso visse una vita tranquilla, spese molto del suo tempo tra esercizi devozionali, composizione e copiatura di testi. Egli copiò almeno quattro volte la Bibbia. Una di queste copie, rilegata in cinque volumi, è conservata a Darmstadt. Nei suoi scritti, ci sono molte citazioni bibliche, specialmente del Nuovo Testamento.
Egli morì nel 1471 presso il suo monastero. Poiché furono trovate schegge sotto le sue unghie, si dedusse che fosse stato accidentalmente sepolto vivo. Per questa ragione, il processo di canonizzazione non progredì. Si affermò infatti che un santo non avrebbe combattuto la morte, qualora fosse stato prematuramente sepolto.
L'11 novembre 1897, un monumento dedicato alla sua memoria fu inaugurato alla chiesa di San Michele, a Zwolle, alla presenza dell'Arcivescovo di Utrecht. Nel 2006, a seguito della chiusura della chiesa, il suo reliquario è stato spostato nella Basilica della Nostra Signora Assunta in Cielo, che si trova in centro a Zwolle.

## Produzione letteraria

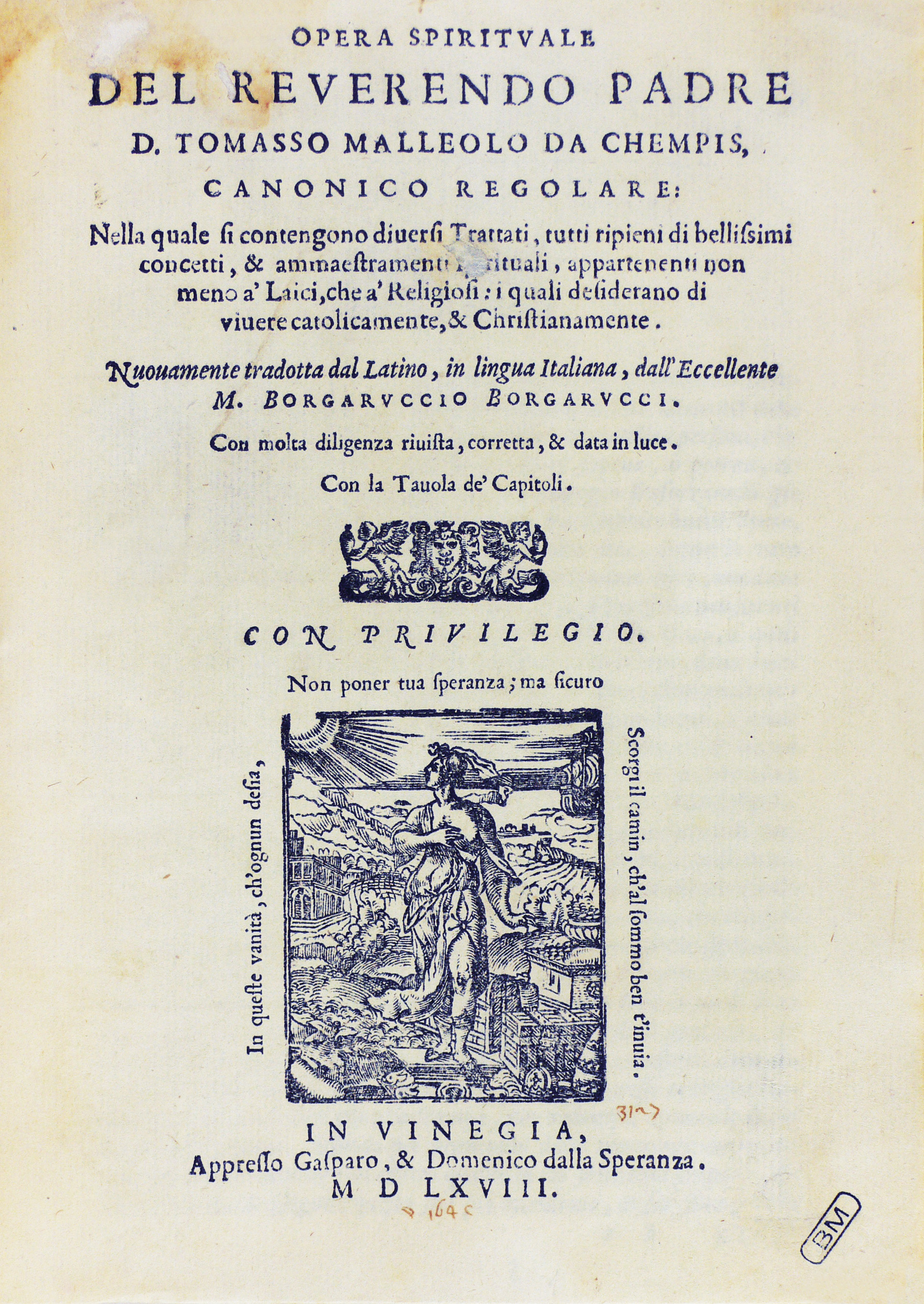
Opera spirituale, 1568
(Fondazione Mansutti, Milano).

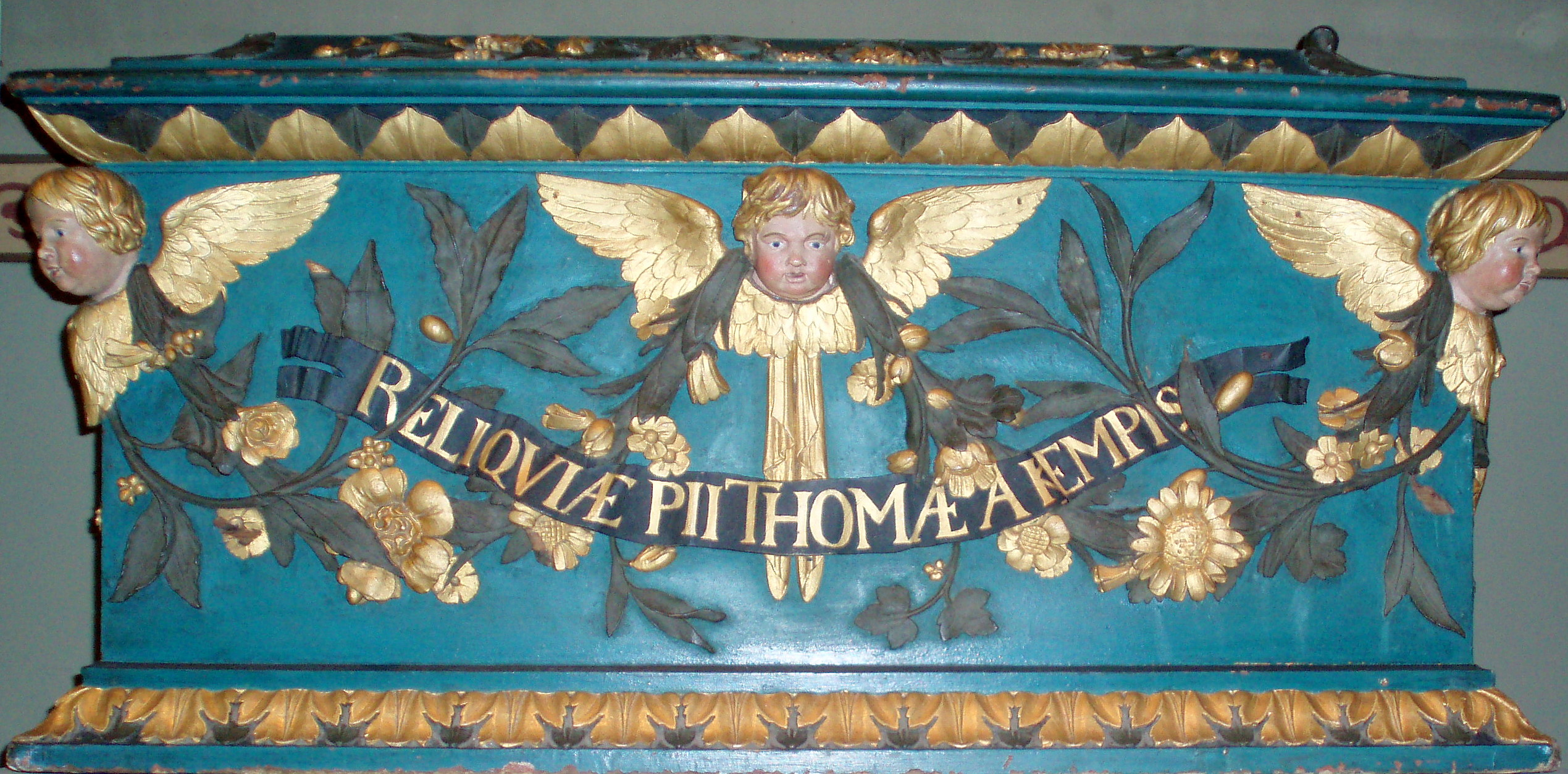
Il reliquiario con le ossa di Tommaso da Kempis

Tommaso da Kempis appartiene alla corrente dei mistici che si diffuse lungo il Reno dalla Svizzera fino a Strasburgo e Colonia. Egli era un seguace di Geert Groote e Florentius Radewijns, fondatori dei Fratelli della Vita Comune.
I suoi scritti sono tutti di carattere devozionale.
È considerato autore, o comunque uno dei maggiori autori, de l'Imitazione di Cristo. Questo documento medioevale di sapienza cristiana redatto appositamente per la formazione dei monaci ed inizialmente indirizzato esclusivamente a loro, costituisce uno degli esempi della più alta mistica di orientamento cristiano che ha formato generazioni di seguaci di Cristo anche non monaci.
Tra gli scritti di Tommaso da Kempis ci sono anche trattati, meditazioni, lettere, omelie, il racconto della vita di Santa Liduina, le biografie di  Geert Groote, Florentius Radewijns e di altri nove compagni. L'Opera spirituale, scritta in latino, è considerata un esempio di sapienza cristiana ed è stata tradotta in moltissime lingue. La traduzione italiana curata da Borgaruccio Borgarucci è stata pubblicata a Venezia nel 1568.
Questi lavori hanno uno stile simile ad Imitazione di Cristo, prolungandosi nella meditazione della vita, delle benedizioni del Cristo, e dell'Incarnazione di Gesù.